# Lormaison
Lormaison település Franciaországban, Oise megyében. Lakosainak száma 1282 fő (2022. január 1.). Lormaison Corbeil-Cerf, Méru és Saint-Crépin-Ibouvillers községekkel határos.

## Népesség
A település népességének változása:
| Lakosok száma | 1280 | 1297 | 1316 | 1306 | 1310 | 1311 | 1314 | 1317 | 1282 |
|               | 2013 | 2015 | 2016 | 2017 | 2018 | 2019 | 2020 | 2021 | 2022 |